# 西村ツチカ
西村 ツチカ（にしむら ツチカ、1984年 - ）は、日本の漫画家、イラストレーター。男性。

## 経歴
神戸市長田区出身。大学浪人中、「ヤングマガジンアッパーズ」の新人賞で大賞を受賞（審査員はすぎむらしんいち）。大学は経済学部で、軽音楽部に所属。2008年、「君の動き」が「月刊COMICリュウ」龍神賞にて銅龍賞を受賞、2009年、「黒岩さん」で同誌にて再デビュー。2011年12月、初単行本『なかよし団の冒険』により第15回文化庁メディア芸術祭マンガ部門新人賞を受賞。2012年より翌年にかけ、「月刊!スピリッツ」にて初の連載作品『さよーならみなさん』を掲載。
商業誌での発表のほか、同人誌「ジオラマ」寄稿や、小冊子「デスプルーフ」や、ナマエミョウジとの合同誌「ふーこーめいび」など、自主制作による活動も行う。2011年には、グラフィックデザイナーの森敬太、漫画家の金子朝一、ラッパーのオノマトペ大臣、「スカート」の澤部渡らとともに8人組バンド「トーベヤンソン・ニューヨーク」を結成、ギターや作曲を担当。この縁から「スカート」のアルバムジャケットなど音楽関係のイラストの仕事を多く手がけるようになる。イラストレーターとしての仕事はほかに小嶋陽太郎の小説『気障でけっこうです』、佐藤哲也の小説『シンドローム』の装画・挿絵など多数。
大学卒業後に上京し、トキワ荘プロジェクトのシェアハウスに居住している。絵柄や名前から女性だと思われていたことがあり、本人もそれを把握した上で、エッセイ漫画などで自身を女性として描いたり、一人称を「私」にしていたこともあるが男性である。ツチカはペンネームではなく本名である。

## 作風
龍神賞審査員であった吾妻ひでお、安彦良和両人から「絵のうまさは際立っている」と評価を受け、文化庁メディア芸術祭でも「絵の大胆さとスピード感」に注目されるなど、画力と絵のオリジナリティに定評があり、後者ではまた登場人物たちに「不思議なまでの「思いつめ」と緊張感」があると指摘されている。絵では陰影の表現などでジグザグの線を重ねていく独特の手法を用いており、本人はこの描き方を「カナアミ」と名付けている。
絵柄については特にムーミンシリーズのトーベ・ヤンソンから影響を受けたとしており、ほかにも高野文子などのニューウェーブの漫画、長新太の風刺・ナンセンス漫画などからも影響を受けているという。また一番好きなバンドだとするThe ピーズなど、創作の上での音楽からの影響も語っている。
フランスの漫画家、イラストレーター・マルジャン・サトラピの大ファンで、著書『なかよし団の冒険』 に収録されている「ヒロジが泣いても笑っても」はサトラピの『ペルセポリス』を真似して描いたと述べている。

## 作品リスト

### 漫画
- 『なかよし団の冒険』（2009年 - 2010年、『コミックリュウ』、 単行本：2010年、徳間書店）
  - 収録作：おんがえしの夜／君はヒラリ／窓／ヒロジが泣いても笑っても（abridged）／チカちゃんの発明館／ピューリッツァ賞／黒岩さん
- 『かわいそうな真弓さん』（2010年 - 2011年、『コミックリュウ』、 単行本：2011年、徳間書店）
  - 収録作：ねむり姫／さよーならみなさん／チカちゃんの発明小学校／△／かわいそうな真弓さん
- 『さよーならみなさん』（2012年 - 2013年、『月刊!スピリッツ』、単行本：2013年、小学館）
- 『北極百貨店のコンシェルジュさん』（2017年 - 2018年、『ビッグコミック増刊』、小学館）
- 『アイスバーン 西村ツチカ短編集』 （2017年、ビッグコミックススペシャル 小学館）
  - 収録作：アイスバーン／Ｐ対ＮＰ問題／エキゾチックジャパン／ENGLISH CLASS／東京ノート／ココット物語／ゲームくん／友達が描いたマンガ
- 『北極百貨店のコンシェルジュさん ２』（2020年、小学館）
- 『ちくまさん』（2020年、筑摩書房）

### 画集
- 西村ツチカ画集（2019年、玄光社）

### 装画・イラスト
- 磯部涼『音楽が終わって、人生が始まる』（2011年12月23日、アスペクト） - 装画
- 鴨田潤『てんてんこまちが瞬かん速』（2012年3月7日、ぴあ） - 装画
- 小嶋陽太郎『気障でけっこうです』（2014年10月29日、角川書店） - 装画
- 佐藤哲也『シンドローム』（2015年1月15日、福音館書店） - カバーイラストと挿絵[15]
- 小嶋陽太郎『火星の話」（2015年4月27日、角川書店）
- 窪美澄『アカガミ』（2016年4月9日、河出書房新社） - 装画
- 崔実『ジニのパズル』（2016年7月6日、講談社） - 装画と挿絵[16]
- 斎藤宣彦『マンガ熱 マンガ家の現場ではなにが起こっているのか』（2016年7月25日、筑摩書房）
- メレ山メレ子『メメントモリ・ジャーニー』（2016年8月26日、亜紀書房） - 装画
- 小嶋陽太郎『こちら文学少女になります』（2016年9月29日、文藝春秋） - カバーイラスト[17]
- 魚住直子『いいたいことがあります！』（2018年9月18日、偕成社） - 表紙イラスト
- アヴィ『ぼくがいちばんききたいことは』（2019年5月29日、ほるぷ出版）
- 劉慈欣『火守』（2021年12月20日、角川書店） - 絵
- 燃え殻『これはただの夏』（2024年8月24日、新潮文庫） - カバー装画

### その他
- ゾフィー 第8回単独ライブ「あられもないポジティブ」開催記念記念グッズイラスト描きおろし（2021年12月[18]）
- オンラインイベント「マツリー」第2弾イメージビジュアルイラスト描きおろし（2022年1月28日 - 2月6日開催[19]、ナタリー主催）